# Eleonora Cybo

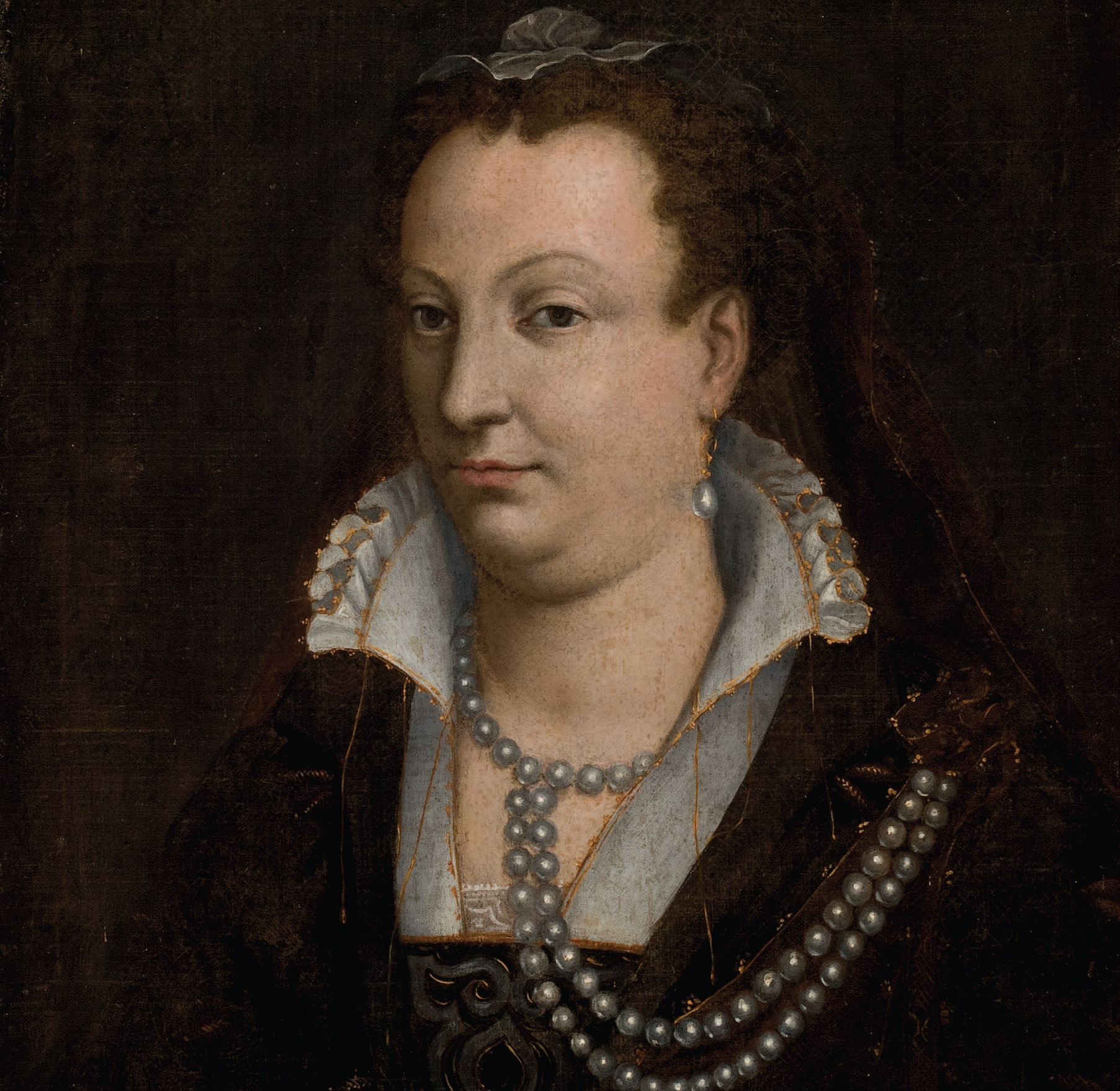
Eleonora Cybo-Malaspina

Eleonora Cybo-Malaspina (* 10. März 1523 in Massa; † 22. Februar 1594 in Florenz) war eine italienische Adlige und Schriftstellerin, die zunächst mit Giovanni Luigi de Fieschi und später mit Chiappino Vitelli verheiratet war.

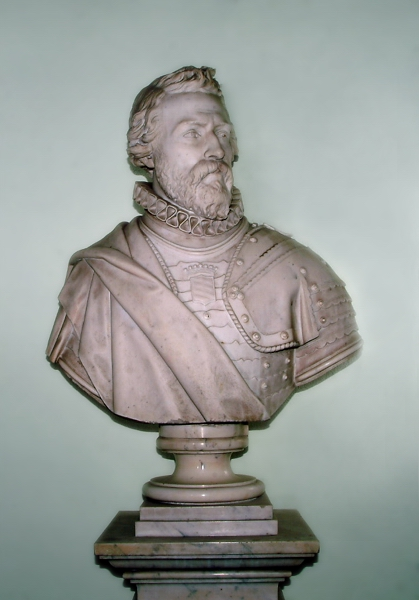
Giovanni Luigi Fieschi, erster Gatte von Eleonora Cybo

Wappen der Herzöge von Massa

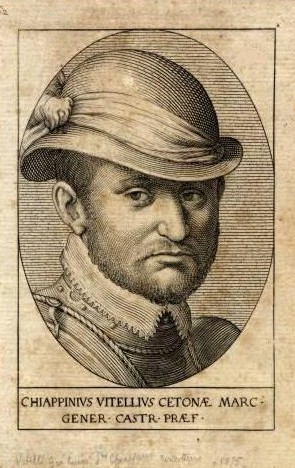
Chiappino Vitelli, zweiter Gatte von Eleonora Cybo

## Leben
Sie wurde am 10. März 1523 in Massa als Tochter von Lorenzo Cybo und Ricciarda Malaspina, Marchesa von Massa, geboren und litt von frühester Kindheit an unter den sehr schlechten Familienverhältnissen, die durch die Feindseligkeit ihrer Mutter gegenüber ihrem Vater und den daraus resultierenden Hass auf seine Kinder hervorgerufen wurden. So befand sich Eleonora bereits im Jahr 1535 in Florenz, und zwar im Kloster von Murate, wo sich ihre Tante Caterina Cybo um ihre Erziehung kümmerte.
Das eheliche Schicksal von Cybo war lange Zeit umstritten: Ihr Vater wollte sie mit Giovanni Luigi Fieschi aus der genuesischen Familie Fieschi verheiraten, aber Andrea Doria wollte nicht, dass die ligurische Familie (sein Gegenspieler) durch diese Heirat mit der Familie aus Massa verwandt wurde. Auch ihre Mutter war gegen diese Heirat und versuchte, mit dem Einverständnis von Ercole II. d’Este, andere Kandidaten zu finden. Die Wahl fiel auch auf den Grafen von Perleza einen Neffen des Kardinals Agostino Trivulzio, ein Mitglied der Sforza di Santa Fiora. Die Wahl fiel schließlich auf die Fieschi, doch die Eheverhandlungen waren wegen mangelnder finanzieller Mittel langwierig und schwierig: Sie begannen 1539 und waren 1542 noch nicht abgeschlossen. Eleonora übte Druck auf ihren Onkel, den Kardinal Innocenzo Cibo, aus, um das Verfahren zu beschleunigen, da sie des Lebens im Kloster überdrüssig war.
Die Hochzeit von Eleonora und Giovanni Luigi Fieschi fand am 30. Januar 1543 in Carrara statt, und nach den Feierlichkeiten musste Eleonora nach Genua weiterfahren, wo sie auf dem Seeweg ankam, da Giannettino Doria, der Erbe von Andrea, eigens mit zwei Galeeren aus Ligurien geschickt worden war.
Die Begegnung mit Giannettino sollte sich als verhängnisvoll erweisen: Auch wenn die Geschichte etwas konstruiert ist, so scheint es doch, dass Doria, überwältigt von Eleonoras Schönheit, um sie warb und sie mit den Genuesen kollaborierte. Aus diesem Grund und aus wirtschaftlichen und politischen Gründen organisierte Cybos Ehemann 1547 die Fieschi-Verschwörung, die zum Tod von Giannettto und Giovanni Luigi führte. Als Witwe wurde sie von ihrem Vater erneut im Kloster Murate eingesperrt, doch diesmal wollte Eleonora ihre Gefangenschaft nicht hinnehmen und bat den Großherzog der Toskana Cosimo I. de’ Medici um Hilfe, der sich für Eleonora einsetzte.
De’ Medici wählte Chiappino Vitelli, seinen Vertrauten und Hauptmann von europäischem Ruf, als idealen Partner für die Adelige aus Massa. Diese Entscheidung des Florentiners wurde von Eleonora akzeptiert, die, obwohl Vitelli alles andere als gut aussah, den Mann aus Todi gegen den Willen ihrer Verwandten heiratete. Die Ehe wurde 1548 offiziell geschlossen. Das Eheleben mit Chiappino war jedoch so gut wie nicht existent, da Vitelli aufgrund seines enormen Ruhmes stets mit europäischen militärischen Angelegenheiten beschäftigt war und sich daher weiter von zu Hause (und von seiner Frau) entfernt aufhielt als in der Nähe seiner Gattin. Sicher ist, dass das Paar kinderlos blieb. Als ihr Mann 1575 in Holland starb, wo er in den Diensten des spanischen Königs Philipp II. stand, kehrte Eleonora in das Kloster von Murate zurück, wo sie bis zu ihrem Tod am 22. Februar 1594 blieb. Cybo, eine Frau mit großer Kultur und Gelehrsamkeit, verfasste mehrere Sonette, von denen heute nichts mehr erhalten ist.